# Sofia Wladimirowna Dmitrijewa
Sofia Wladimirowna Dmitrijewa (russisch Софья Владимировна Дмитриевна, wiss. Transliteration; englische Schreibweise Sofia Dmitrieva; * 11. August 1994) ist eine ehemalige russische Tennisspielerin, die wegen Spielmanipulation lebenslang gesperrt wurde.

## Karriere
Dmitrijewa spielte vorrangig Turniere der ITF Women’s World Tennis Tour, wo sie zwei Titel im Doppel gewann.
2012 erreichte sie im Februar zusammen mit Polina Leikina das Doppelfinale des ITF-Turniers in Scharm asch-Schaich, das die beiden gegen Christina Kasimowa und Natela Dsalamidse mit 0:6 und 6:74 verloren.
2014 im Mai stand sie mit ihrer Partnerin Alexandra Morosowa im Doppelfinale des mit 10.000 US-Dollar dotierten ITF-Turniers von Ramla, das die beiden gegen Barbora Štefková und Margarita Lasarewa mit 2:6, 6:3 und [9:11] verloren.
2016 im November stand sie mit Anna Pribylowa im Doppelfinale des ITF-Turniers in Scharm asch-Schaich, das die beiden gegen Szabina Szlavikovics und Bianka Békefi mit 4:6 und 4:6 verlor.
2017 holte sie im Juni zusammen mit Schalimar Talbi ihren ersten ITF-Doppeltitel in Minsk, 2019 ihren zweiten ITF-Doppeltitel mit Vitalia Stamat in Kairo.
2020 stand sie im Januar in Kairo mit ihrer Partnerin Viktoriia Kalinina im Doppelfinale des W15, das die beiden mit 0:6 und 4:6 gegen Hélène Scholsen und Chantal Škamlová verloren.

## Turniersiege

### Doppel
| Nr. | Datum             | Turnier | Kategorie   | Belag | Partnerin       | Finalgegnerin                   | Ergebnis  |
| --- | ----------------- | ------- | ----------- | ----- | --------------- | ------------------------------- | --------- |
| 1.  | 9. Juni 2017      | Minsk   | ITF $15.000 | Sand  | Schalimar Talbi | Wiktoryja Mun Wera Sakalouskaja | 6:2, 7:66 |
| 2.  | 30. November 2019 | Kairo   | ITF W15     | Sand  | Vitalia Stamat  | Doroteja Joksović Nadine Keller | 6:0, 6:1  |

## Lebenslange Sperre 2021
Dmitrijewa wurde von der ITIA im Januar 2021 wegen mehrerer Fälle von Spielmanipulation in den Jahren 2018 und 2019 lebenslang vom Sport ausgeschlossen. Die Sanktionen bedeuten, dass Dmitrijewa dauerhaft die Teilnahme an oder der Besuch von Tennisveranstaltungen untersagt ist, die von den Tennisverbänden veranstaltet werden. Sie war in insgesamt sechs Fälle von Spielmanipulation verwickelt. Darüber hinaus wurde ihr mangelnde Kooperation bei den Ermittlungen vorgeworfen. In der Urteilsbegründung wird ausgeführt, dass Dmitrijewa bei der Befragung am 14. März 2019 aufgefordert wurde, ihr Mobiltelefon herauszugeben, damit die Daten zur Analyse durch die ITIA heruntergeladen werden konnten. Sie antwortete, dass ihr Telefon im Auto aufgeladen wird. Als sie mit dem ITIA-Ermittler zum Auto ging, holte sie ein iPhone aus ihrer Tasche und sagte, sie wolle dem Ermittler eine Nachricht senden. Stattdessen setzte sie das Telefon auf die Werkseinstellungen zurück und löschten dabei die Daten. Während des Interviews gab sie zu, dass sie die Daten von ihrem Telefon gelöscht hat.